# 巴尼哈尔
巴尼哈尔（Banihal），是印度查谟-克什米尔邦Doda县的一个城镇。总人口2729（2001年）。

## 人口
该地2001年总人口2729人，其中男性1564人，女性1165人；0—6岁人口320人，其中男180人，女140人；识字率68.49%，其中男性为78.52%，女性为55.02%。